# Marcipa angulina
Marcipa angulina är en fjärilsart som beskrevs av Paul Mabille 1881. Marcipa angulina ingår i släktet Marcipa och familjen nattflyn. Inga underarter finns listade i Catalogue of Life.